# フォルトゥナ (小惑星)
フォルトゥナ (19 Fortuna) は、太陽系の比較的大きな小惑星のひとつ。
火星と木星の間の軌道を公転している。ほぼ球体に近い形状で、ケレスに類似した暗い表面をしており、組成も近いと推定されている。1993年にハッブル宇宙望遠鏡により撮影された 。

## 命名
フォルトゥナはイギリスの天文学者ジョン・ハインドにより1852年（彼は同年に小惑星を4つ発見している）に発見され、ローマ神話の幸運の女神であるフォルトゥナから命名された。